# Gerhard Selmayr
Gerhard Selmayr (* 30. Mai 1935 in München) ist ein deutscher Jurist und Ministerialbeamter.

## Leben
Gerhard Selmayr ist der Sohn des Generals Josef Selmayr. Er studierte nach dem Abitur am Karlsgymnasium München-Pasing von 1954 bis 1961 an der Universität Erlangen Rechtswissenschaften und Volkswirtschaftslehre (1. juristisches Staatsexamen 1958 in München; Promotion 1961 in Erlangen; 2. Juristische Staatsexamen 1962 in München).
Im Bereich der Wehrverwaltung begann er von 1963 bis 1964 bei der Wehrbereichsverwaltung VI in der Dachauer Straße 128 in München, war dann von 1964 bis 1965 Rechtsberater beim II. Korps in Ulm und von 1965 bis 1967 im Bundesministerium der Verteidigung, zuletzt als persönlicher Referent des Staatssekretärs, tätig. Von 1968 bis 1969 war er im Bundeskanzleramt persönlicher Referent des späteren Bundespräsidenten Karl Carstens, der damals Chef des Bundeskanzleramtes war. Von 1969 bis 1971 hatte er erneut eine Verwendung in der Wehrverwaltung.
Von 1971 bis 1973 war er beim Bundesinstitut für Berufsbildungsforschung in Berlin Leiter der Verwaltungszentralabteilung, bevor er von 1973 bis 1978 Kanzler der Universität der Bundeswehr München war. Von 1978 bis 2000 war er Kanzler der Universität Karlsruhe (TH). Am 1. Oktober 2003 übernahm er nach dem Wechsel von Jakob Messerli nach Bern die Leitung des Landesmuseums für Technik und Arbeit, das er bis zur Übergabe an seinen Nachfolger Hartwig Lüdtke am 3. Februar 2006 vorübergehend leitete. Seit 1976 engagiert er sich in mehreren Rotary-Clubs und war Vorsitzender der Rotary-Stiftung „mine-ex“, die sich weltweit für die Ächtung der Landminen einsetzt.
Aus seiner Ehe mit Silke Selmayr, Tochter des Generals Heinz Gaedcke, gingen der Jurist Martin Selmayr und eine Tochter hervor.

## Schriften
- Die Erschöpfungstheorie im Urheberrecht und die patentrechtliche Lehre vom Zusammenhang der Benutzungsarten. Diss. Juristische Fakultät der Universität Erlangen-Nürnberg, Erlangen 25. April 1961.
- Eine Seelenmesse für die verstorbene Schwester. Der Streit des Finsinger Sedlbauern mit seinem Pfarrer. In: Blätter des Bayerischen Landesvereins für Familienkunde. 71 (2008), Bayerischer Landesverein für Familienkunde, S. 94–99 (pdf)
- Ehelizenz und Bierschankgerechtigkeit. Einbürgerung und Heirat von Joseph Betz, Wirt des Hammerthaler Hofs im Thal in München. 72 (2009), Bayerischer Landesverein für Familienkunde, S. 2–10.(pdf)

## Herausgeberschaften
- Organisationsformen des Technologietransfers Wissenschaft, Wirtschaft. Bericht der Arbeitsgruppe Technologietransfer der Kanzler und Leitenden Verwaltungsbeamten der Wissenschaftlichen Hochschulen der Bundesrepublik Deutschland. 2-bändiges Werk, Technische Hochschule Karlsruhe, 1987.
- Aus der Praxis des Technologietransfers Wissenschaft – Wirtschaft. Bericht der Arbeitsgruppe Technologietransfer der Kanzler und Leitenden Verwaltungsbeamten der Wissenschaftlichen Hochschulen der Bundesrepublik Deutschland. Technische Hochschule Karlsruhe, 1989.
- Die Einheit Deutschlands und die neue Architektur Europas. Deutschland, Europa und die Veränderungen im Osten. Ryla-Seminar in Ortenberg vom 12.10.–14.10.1990. Dokumentation. Rotary International, Distrikt 193. Organisation, Rotary Club Karlsruhe-Schloss, 1990.
- Josef Selmayr: Die große Pause. Deutsche Soldaten in Titos Gewalt. Books on Demand, Norderstedt 2014. ISBN 978-3-738-60004-9
- Josef Selmayr: Ein Sandkorn im Sturm: Aufzeichnungen eines Soldaten 1905–1945. Books on Demand, Norderstedt 2016. ISBN 978-3-741-20999-4

## Ehrungen
- 1989: Ehrenbürgerschaft der Universität der Bundeswehr München (verliehen am 11. November)[9]
- 1999: Verdienstorden der Bundesrepublik Deutschland[10]